# 단난촌
단난촌(일본어: 丹南村)은 일본 오사카부 미나미카와치군에 설치되었던 촌이다. 현재의 사카이시 미하라구의 일부와 마쓰바라시의 일부에 해당한다.

## 역사
- 1889년 4월 1일 - 단난군 단난촌이 발족.
- 1896년 4월 1일 - 미나미카와치군 소속으로 변경.
- 1956년 9월 30일 - 구로야마촌, 히라오촌과 합병하여 미나미카와치군 미하라정이 됨.
- 1957년 4월 1일 - 미하라정 일부가 마쓰바라시에 편입됨.